# Bugsy Malone
Bugsy Malone (Bugsy Malone, nieto de Al Capone en su estreno en España) es un largometraje británico de 1976, que supuso el debut como director de Alan Parker. Escrito por el propio Parker, se trata de un musical que tiene la peculiaridad de estar protagonizado exclusivamente por actores infantiles, incluyendo a una Jodie Foster de 13 años. Las voces del reparto infantil fueron dobladas por actores adultos. Su estreno tuvo lugar el 15 de septiembre de 1976.

## Argumento
Bugsy Malone está levemente basado en sucesos ocurridos en Chicago durante las décadas de 1920 y 1930, durante la ley seca que prohibía la producción y venta de alcohol en Estados Unidos. La era de la prohibición supuso un incremento de la actividad criminal de gangsters como Al Capone, Bugs Moran o Baby Face Nelson, que inspiran algunos de los personajes. El protagonista es Bugsy Malone, exboxeador italo-irlandés y promotor de boxeo sin dinero, quien traba contacto con el gánster Fat Sam; Sam está enfrentado con otro gánster llamado Dandy Dan, que ataca el imperio de aquel. Bugsy ayuda a Fat Sam a escapar de una trampa tendida por Dandy Dan, Sam le paga en agradecimiento 200 $. Sam tiene como novia a Tallulah (Jodie Foster), una cantante cuya carrera promueve, al tiempo que Bugsy se reconcilia con Blousey, con la que celebra una comida romántica junto al lago. Bugsy es atacado en un garaje, siendo salvado por Leroy Smith, en quien Bugsy aprecia potencial como boxeador...

## Reparto
- Scott Baio es Bugsy Malone.
- Florrie Dugger es Blousey Brown.
- John Cassisi es Fat Sam.
- Jodie Foster es Tallulah, cantante y novia de Fat Sam.
- Martin Lev es Dandy Dan.
- Paul Murphy es Leroy Smith.
- Albin Humpty Jenkins es Fizzy.
- Sheridan Russell as Knuckles.
- Davidson Knight as Cagey Joe.
- Paul Chirelstien es el capitán Smolsky.
- Andrew Paul es O'Dreary.
- Jeffrey Stevens es Louis.
- Michael Kirkby es Angelo.
- Donald Waugh es Snake Eyes.
- Peter Holder es Ritzy.
- Jon Zebrowski es Shoulders.
- Jorge Valdez es Bronx Charlie.
- Ron Meleleu es Doodle.
- John Lee es Benny Lee.
- Paul Besterman es Yonkers.
- Kevin Reul es Laughing Boy.
- Dexter Fletcher es Baby Face.
- John Williams es Roxy Robinson, guardaespaldas de fat Sam.
- Brian Hardy es Jackson.
- Michael Jackson es Razamataz (no tiene relación con el cantante del mismo nombre).
- Bonnie Langford es Lena Marelli.
- Mark Curry es Oscar DeVelt, productor teatral.
- Jonathan Scott-Taylor es el reportero.
- Simon Shaer es The Rascal Surveyor.
- Sarah E. Joyce es Smokey Priscilla, Showgirl de Tallulah.
- Helen Corran es Bangles, Showgirl de Tallulah.
- Kathy Spauldling es Loretta, Showgirl de Tallulah.
- Vivienne McKone es Velma, Showgirl de Tallulah.
- Lynn Aulbaugh es Louella, novia y compañera de Polo de Dandy Dan.

## Banda sonora
Compuesta por el cantante y letrista Paul Williams. La banda sonora de la película fue publicada en LP en 1976. En marzo de 1996, Polydor UK publicó la banda sonora de la película en CD.1996. Entre los intérpretes de los temas se incluyen Paul Williams , Archie Hahn, Julie McWirder, y Liberty Williams. La lista de temas se compone de:
- 1. "Bugsy Malone" – Paul Williams
- 2. "Fat Sam's Grand Slam" – Paul Williams
- 3. "Tomorrow"
- 4. "Bad Guys"
- 5. "I'm Feeling Fine"
- 6. "My Name Is Tallulah"
- 7. "So You Wanna Be a Boxer?"
- 8. "Ordinary Fool"
- 9. "Down and Out"
- 10. "You Give a Little Love" – Paul Williams

## Premios y candidaturas
La película tuvo 15 candidaturas a diversos premios; incluyendo las categorías de "Mejor Película (Musical / Comedia)", "Mejor Banda Sonora Original" y "Mejor Canción Original" (por la canción principal) de los Globos de Oro; también fue candidata al Premio Oscar a la mejor canción original (por un tema de por Paul Williams), y a la prestigiosa Palma de Oro en el Festival de Cine de Cannes 1976.
La actriz Jodie Foster tuvo dos candidaturas a los Premios BAFTA: BAFTA a la mejor actriz de reparto y Nueva figura prometedora; resultó premiada, aunque lo fue también por su trabajo en Taxi Driver, y no solo por su trabajo en Bugsy Malone. Taxi Driver se rodó un año antes (1975) pero se había estrenado el mismo año que Bugsy Malone, por lo que las candidaturas coincidieron en la misma edición. Alan Parker recibió el Premio BAFTA al mejor guion original, y una candidatura a la mejor dirección. Geoffrey Kirkland ganó el Premio BAFTA al mejor diseño de producción. Además, Paul Williams recibió una nominación para el premio Anthony Asquith por la música de la película, y Mónica Howe una candidatura al Mejor Diseño de Vestuario. La película recibió una candidatura a la mejor película.
Bugsy Malone fue candidata al Top 10 Gangster, lista de películas de AFI.

## Recibimiento
La película obtuvo en general críticas positivas en su estreno, pero una discreta acogida en taquilla en los Estados Unidos, con una recaudación de 2,7 $; Paramount la distribuyó en cines de segunda categoría, o en programa doble con otra película.

## Valoraciones
A fecha de septiembre de 2013, las valoraciones de los usuarios de IMDb y de Rotten Tomatoes eran del 6,5 sobre 10 y del 82%, respectivamente. La valoración en filmaffinity es de 5,9 sobre 10.

## Musical
En 1997 se representó en el West End un musical inspirado en la película, con un reparto en el que figuraban Ben Barnes o Jamie Bell.